# Controllo in anello aperto

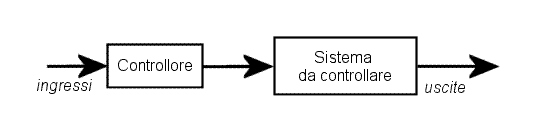
Diagramma a blocchi di un sistema di controllo ad anello aperto.

Il controllo in anello aperto (detto anche controllo in avanti o controllo in feedforward), è una tecnica di controllo contrapposta al controllo in retroazione. Si distingue da esso per l'assenza di una misura diretta della grandezza da controllare, poiché l'ingresso del sistema da controllare è calcolato sulla base delle caratteristiche note di tale sistema e sull'eventuale misura dei disturbi agenti su esso.

## Principio di funzionamento

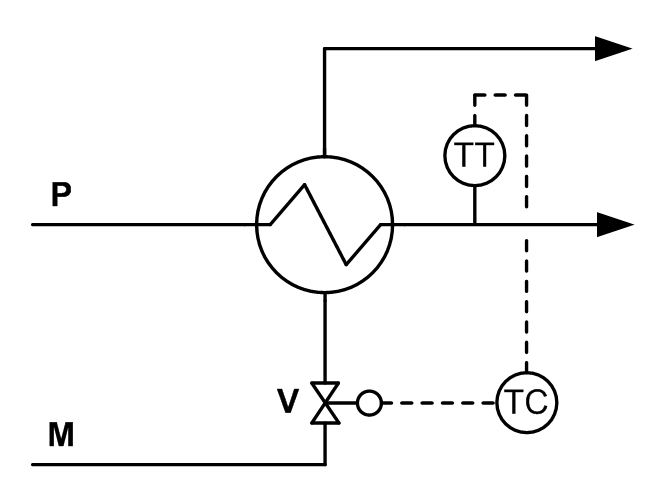
Esempio di sistema di controllo in avanti applicato ad uno scambiatore di calore.

Si immagina di avere un sistema da controllare. Tramite la sua osservazione è possibile risalire ad un modello che ne descrive il comportamento. Tipicamente si tratta di un modello matematico costruito sulla base delle leggi fisiche che regolano il sistema.
Se il modello così costruito può essere invertito, sarà possibile ricavare l'ingresso da applicare al sistema per ottenere l'uscita desiderata grazie al modello inverso. Risulta evidente che le prestazioni del sistema saranno legate alla capacità del modello di descrivere in modo accurato il sistema da controllare.

## Confronto tra controllo in anello aperto e controllo in retroazione

### Vantaggi
- L'assenza di una misura diretta della grandezza da controllare ha un impatto positivo su costi e tempi di implementazione del controllore, oltre che sul peso (si pensi ad esempio alla Formula 1 o all'aeronautica dove il peso è molto importante).
- La possibilità di eliminare sensori per la misura della grandezza da controllare comporta anche un vantaggio in termini di affidabilità, in quanto il corretto funzionamento del sistema di controllo non dipenderà dal funzionamento del sensore o dal sistema di acquisizione dei dati letti dal sensore.
- L'assenza di ritardi nella lettura dell'uscita misurata (dovuti alle dinamiche del sistema o dei sensori) garantisce una migliore prontezza di risposta.

### Svantaggi
- La necessità di sviluppare un modello matematico accurato si traduce in prove sperimentali sul sistema con conseguente aumento dei costi di sviluppo.
- Scarsa robustezza alle variazioni parametriche nel modello, dovute all'invecchiamento dei componenti.
- Scarsa robustezza alla presenza di disturbi agenti sul sistema.

## Applicazioni avanzate del controllo in avanti
Per alcuni sistemi è richiesto che il controllore riesca a garantire una elevata prontezza nella risposta ai comandi ed allo stesso tempo esibisca una forte robustezza ai fenomeni di invecchiamento o alla presenza di disturbi. In queste occasioni è solito combinare le azioni di controllo in avanti e controllo in retroazione, per trarre i vantaggi delle singole soluzioni di controllo. Casi tipici sono la presenza di ritardi sulla misura dell'uscita o la necessità di inseguire un riferimento fortemente variabile nel tempo.

### Motore elettrico: Inseguimento di traiettoria

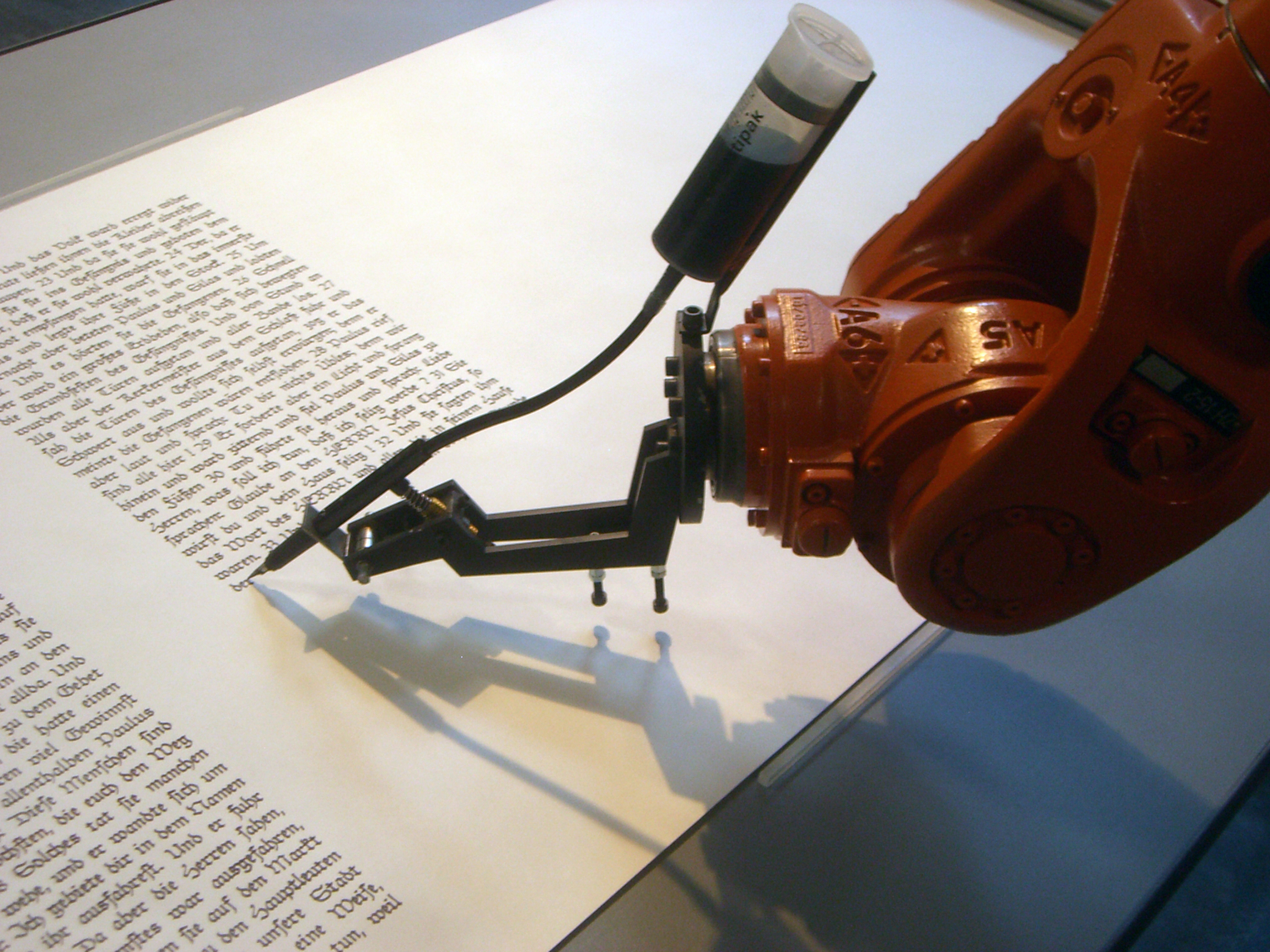
Grazie ad un controllo particolarmente efficace, i robot riescono a raggiungere un'elevata precisione: in questa immagine, un robot esegue una scrittura con penna calligrafica.

Si pensi al motore che aziona un'articolazione di un robot, per eseguire una determinata lavorazione (ad esempio un'incisione). È necessario che il movimento imposto dal motore segua un'opportuna traiettoria. In questo caso, l'adozione di un controllo in retroazione non è sufficiente, perché tenderà a correggere l'errore e non a prevenirlo. Conseguentemente la traiettoria presenterebbe degli errori che potrebbero rendere inutilizzabile la lavorazione.
Dunque, si aggiunge all'azione di controllo un segnale che in condizioni teoriche (ad esempio avendo una conoscenza perfetta dei parametri del motore e in assenza di disturbi) permetterebbe l'esecuzione della traiettoria: questo segnale rappresenta il controllo in avanti. In questo modo il controllo in retroazione dovrà aggiungere un contributo per compensare le inesattezze a cui si faceva riferimento in precedenza.

### Motore a benzina: Iniezione del carburante
Per il motore a combustione interna, la quantità di benzina da immettere dipende dalla quantità d'aria che affluisce al cilindro (controllata attraverso la valvola a farfalla). Il sistema dispone di un sensore allo scarico che permette di risalire al rapporto aria/benzina e di conseguenza permette di regolarlo al valore desiderato.
La misura di tale valore allo scarico introduce un inevitabile ritardo, infatti l'informazione non sarà disponibile subito dopo l'iniezione, ma solo quando la miscela bruciata sarà immessa nel condotto di scarico.
In queste condizioni il controllo in retroazione non garantisce una buona prontezza di risposta e si preferisce affiancargli un controllore in avanti che fornisce il valore di carburante da immettere sulla base di una stima dell'aria al cilindro (che rappresenta un disturbo).